# 드류 포웰

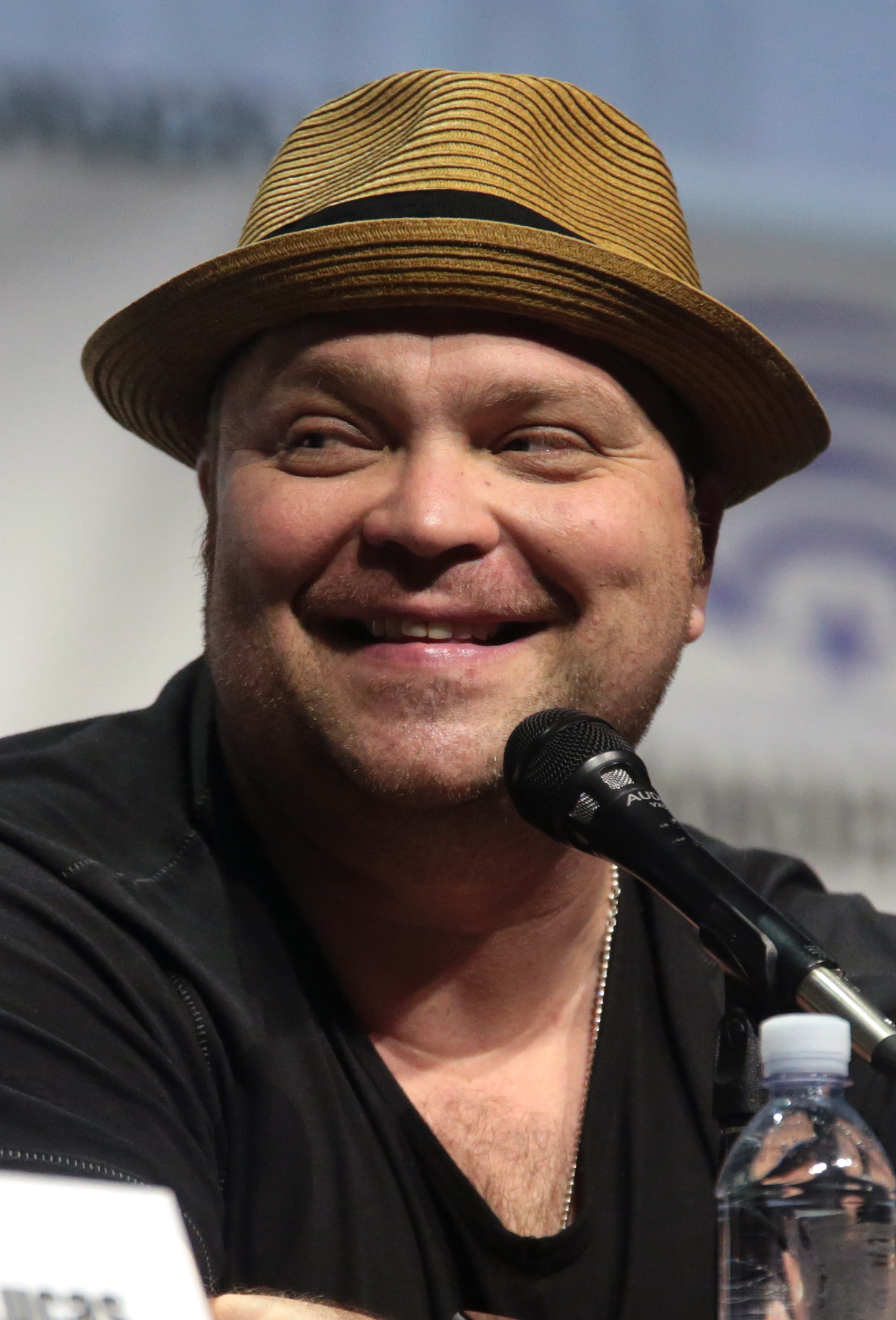

드루 파월(Drew Powell, 1976년 1월 19일 ~ )은 미국의 배우이다.

## 출연 작품
- 인헤리턴스 (2017년)
- 지오스톰 (2017년) - 크리스 캠벨 역
- 메시지 프롬 더 킹 (2016년)
- 파러슈트 걸즈 (2015년)
- 섹스, 데스 앤 볼링 (2015년)
- Reparation (2015)
- 고담 (2014년)
- 터치백 (2011년) - 드와이트 피어슨 역
- 스트로우 독스 (2011년)
- 캠프 헬 (2010년)
- 멕시칸 선라이즈 (2007년)
- 1408 (2007년)
- 더 마린 (2006년) - 조 역
- 스타쉽 트루퍼스 2 (2004년)
- Foolish (1999)

### 텔레비전
- 말콤네 좀 말려줘 (2000-01)